# Crompouce

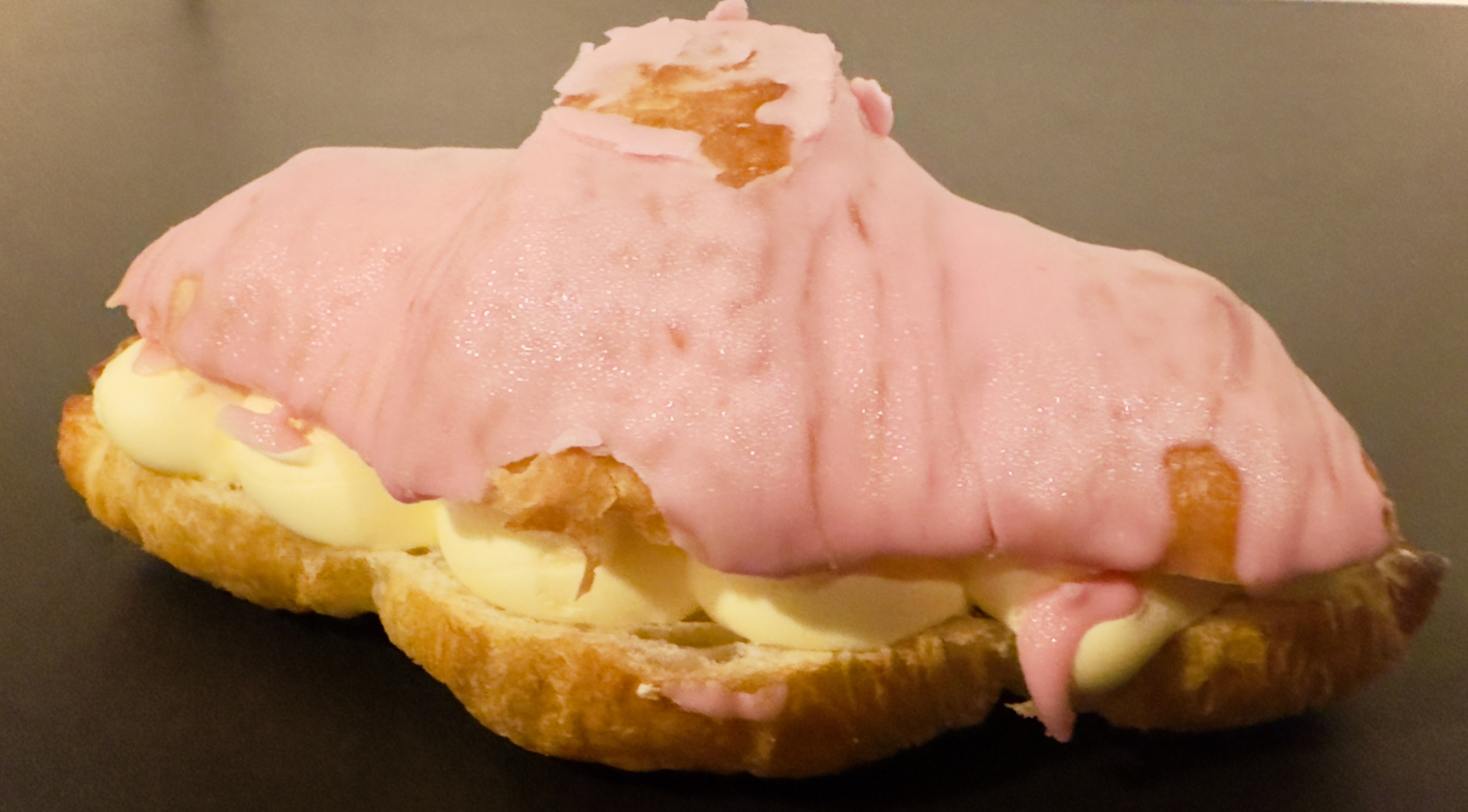
Crompouce

Ein Crompouce ist eine Mischung zwischen einem Croissant und einem Tompouce und vornehmlich in den Niederlanden bekannt. Diese Backkreation wurde 2023 auf niederländischen Social-Media-Plattformen zu einem Hype und kurz darauf von der Erfinderin als Marke eingetragen. An Stelle von Blätterteig wird der für Croissants übliche Plunderteig mit einem geringeren Zucker- und höheren Eianteil verwendet. Das Croissant wird aufgeschnitten und mit Vanillecreme gefüllt; darüber wird eine Lage rosa eingefärbte Glasur gestrichen.

## Geschichte
Das Crompouce in der heutigen Form unter diesem Namen wurde 2020 von der Inhaberin der Bammetje Bakery aus Utrecht entwickelt. Nachdem das Crompouce 2023 von der Kette Bakker van Maanen aus Katwijk ebenfalls verkauft wurde und sogar einen Laden namens „House of Crompouce“ in Amsterdam eröffnete führte dies zu zusätzlicher Bekanntheit. So folgte ein überraschender Hype auf der Social-Media-Plattform TikTok. Daraufhin produzierten auch andere Bäckereien in den Niederlanden das beliebte Naschwerk.
Das Crompouce wurde von der niederländischen Familienzeitschrift Kek Mama zur Delikatesse des Jahres 2023 gewählt.